# Noboru Nakayama
Noboru Nakayama (中山 昇 Nakayama Noboru?), född 7 juli 1987 i Osaka prefektur, är en japansk före detta fotbollsspelare.
Nakayama började sin karriär 2006 i Cerezo Osaka. Han spelade 10 ligamatcher för klubben. Han avslutade karriären 2008.